# День миссионера
День миссионера (фр. Arrivée de l'Évangile) — национальный праздник Французской Полинезии, заморской территории Франции. Отмечается ежегодно 5 марта и приурочен к прибытию англиканских миссионеров к острову Таити в 1797 году.

## История
5 марта 1797 года британские протестанты из Лондонского миссионерского общества на корабле «Дафф» высадились на остров Таити. Несмотря на первоначальные попытки, миссионерам удалось обратить в свою веру местного короля Помаре II, который стремился укрепить свою власть над другими вождями острова с помощью новой религии. 16 мая 1819 года король был официально крещён, а его примеру последовали и остальные жители Таити. Протестантизм остался доминирующей религией среди туземцев даже после колонизации острова Францией.
1 февраля 1978 года официально был провозглашён праздник в честь этого события.

## Празднование
В приходах Протестантской церкви Маохи проводятся богослужения. Также проводятся различные шоу, концерты, фестивали и прочие культурные мероприятия. Традиционно в Папеэте проводятся исторические реконструкции прибытия на остров первых миссионеров.
В коммуне Аруэ в день праздника возлагают цветы к могилам первого христианского короля Таити Помаре II и члена миссии Генри Нотта, который впервые перевёл Библию на таитянский язык.